# Nicolau de Jerusalém
Nicolau de Jerusalém foi, segundo algumas fontes, o patriarca de Jerusalém em por até quinze anos entre Atanásio I e Cristódulo I. Segundo Athanasios Papadopoulos-Kerameus (Procopius), Atanásio teria reinado apenas por dois anos e meio e foi forçado a abdicar por causa de uma doença. Porém, essa afirmação contradiz outras fontes. Há fontes que o identificam com Agatão, o patriarca após 950.